# Меткалф, Уиллард
Уиллард Меткалф (англ. Willard Leroy Metcalf; 1 июля 1858 года, Лоуэлл, США — 9 марта 1925 года, Нью-Йорк, США) — американский художник-пейзажист, импрессионист.
Был одним из Десяти американских художников, которые в 1897 году отделились от Общества американских художников. Также был преподавателем в школе Womans Art School (Купер Юнион, Нью-Йорк) и в Лиге студентов-художников в Нью-Йорке. В 1893 году стал членом Американского акварельного общества.

## Биография
Родился 1 июля 1858 года в городе Лоуэлл, штат Массачусетс, в рабочей семье.
Начал писать в 1874 году. Обучался в Школе искусств Массачусетса, затем в студии Лоринга в Бостоне и школе Музея изящных искусств в Бостоне (в мастерской У. Риммера). В 1882 году  провел выставку в бостонской галерее J. Eastman Chase Gallery, продажи от которой использовал для последующей поездки за границу.
В сентябре 1883 года Меткалф уехал в Европу, где много путешествовал. Обучался в парижской Академии Жюлиана у Гюстава Буланже и Жюля Лефевра. Затем отправился в Понт-Авен (Бретань, Франция). Зимой 1884 года познакомился в Париже с Джоном Твахтманом; работал в городке Гре-сюр-Луэн с другими американскими художниками, в том числе с Теодором Робинсоном. Позже, в 1886 году, жил в Живерни. Затем посетил Алжир и Тунис. Вернувшись в Живерни в 1887 году, жил и работал в компании американских художников.
По возвращении в Соединенные Штаты Меткалф провёл персональную выставку в бостонском St. Botolph Club. Прожив короткое время в Филадельфии, в 1890 году открыл студию в Нью-Йорке, где работал как художник и педагог. В 1899 году Меткалф вместе со своими друзьями, Робертом Ридом и Эдвардом Симмонсом, трудился над созданием фрески в здании суда в Нью-Йорке. Моделью для работ Меткалфа во время этой работы была Маргарита Бофорт Хайле, на которой художник женился в 1903 году. Брак распался в 1907 году, когда она сбежала с одним из его студентов (Маргарита была на 20 лет младше Меткалфа).
Между 1910 и 1920 годами Меткалф часто проводил зимы в Корнише, штат Нью-Гемпшир, где написал много снежных пейзажей. В 1911 году его большая персональная выставка была проведена по всей стране. В этом же году он во второй раз женился, на Генриетте Алисе Маккри, у них родилось двое детей до расставания в 1920 году. В середине 1910-х годов он провёл некоторое время в Европе, посетив Англию, Францию, Норвегию и Италию. В 1925 году в Галерее Коркоран состоялась большая выставка работ Уилларда Меткалфа.
Умер 9 марта 1925 года в Нью-Йорке от сердечного приступа. В Музее Флоренс Грисуолд (Олд-Лайм, Коннектикут), где Меткалф работал в 1905—1907 годах, сейчас находится крупнейшая публичная коллекция его работ.

## Галерея

Некоторые работы
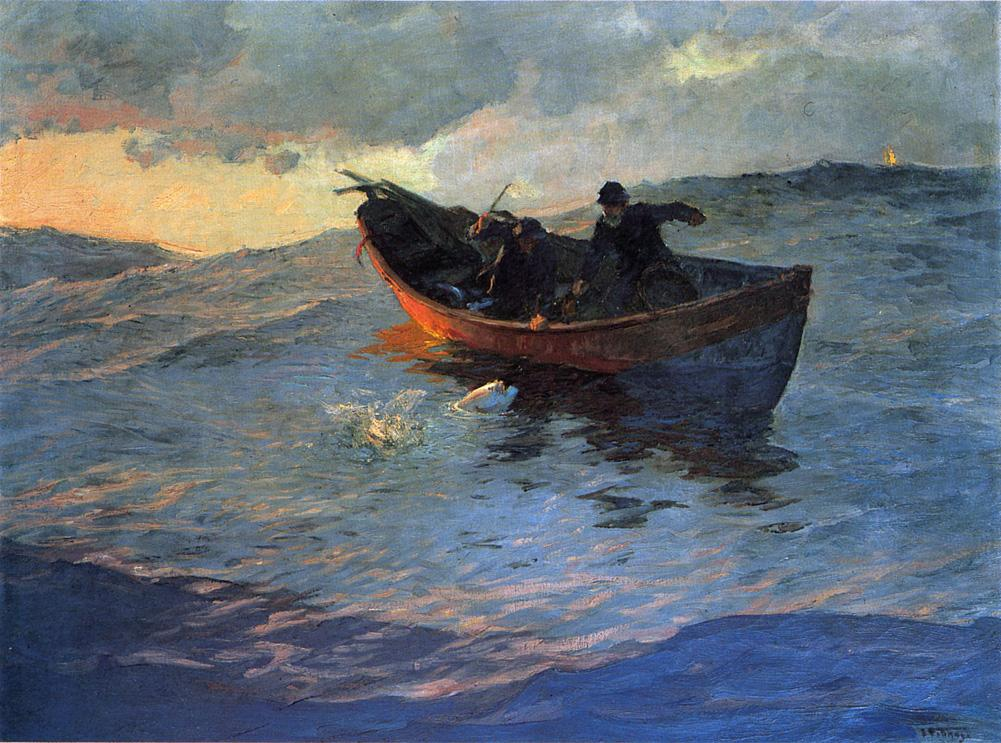
У побережья Саффолка.
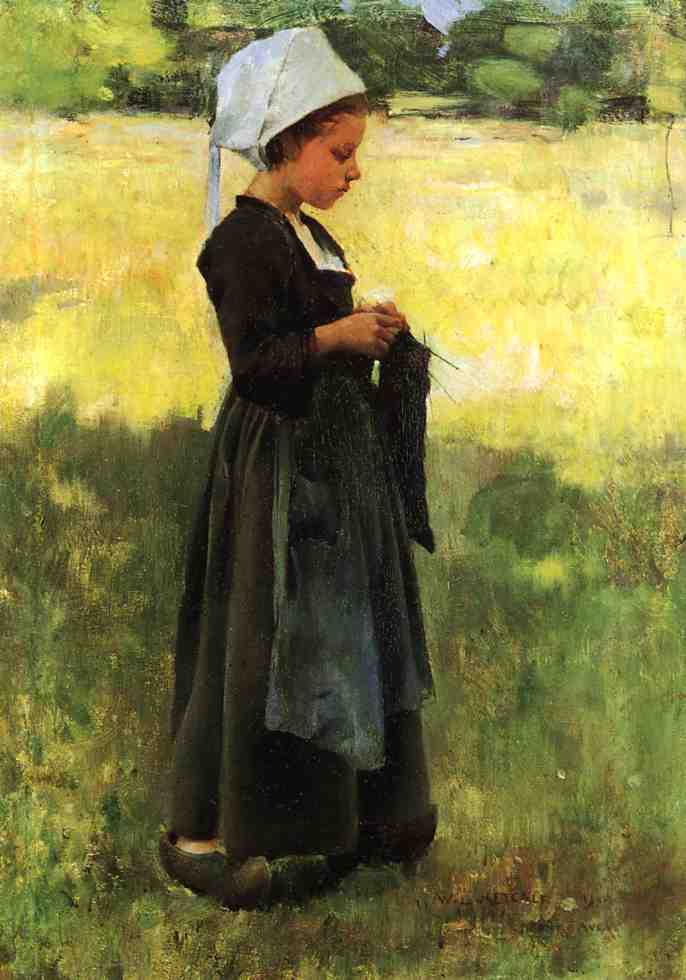
Бретонская девочка.
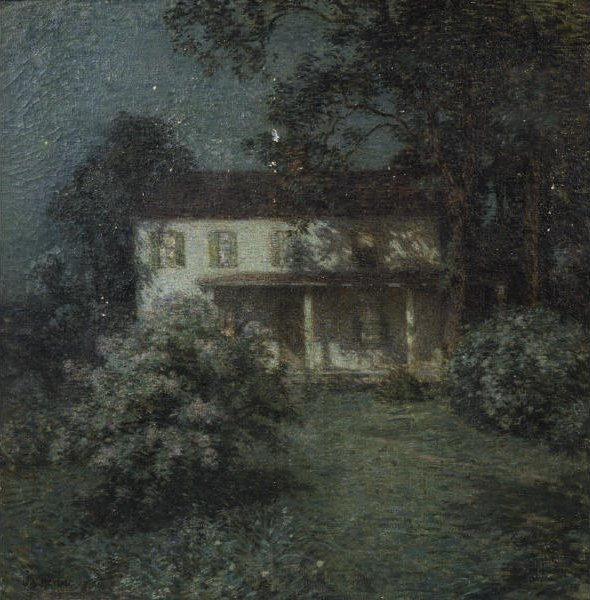
Летняя ночь.
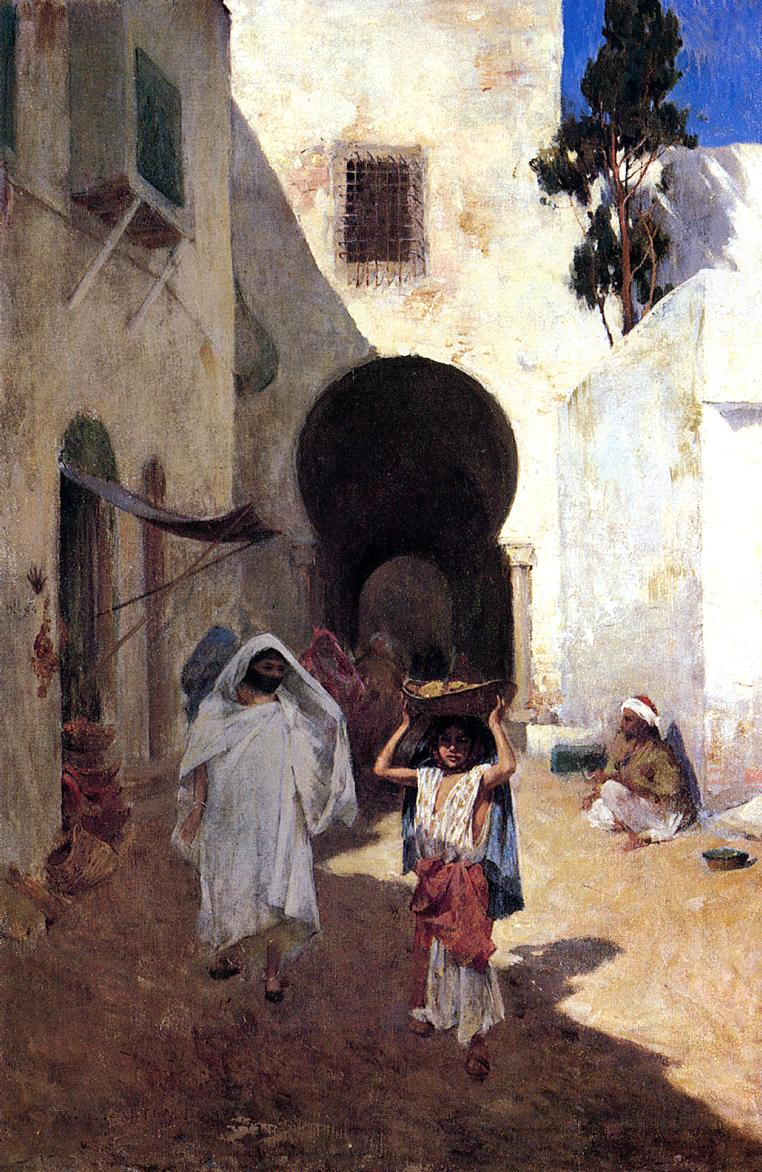
Улица в Танжере.
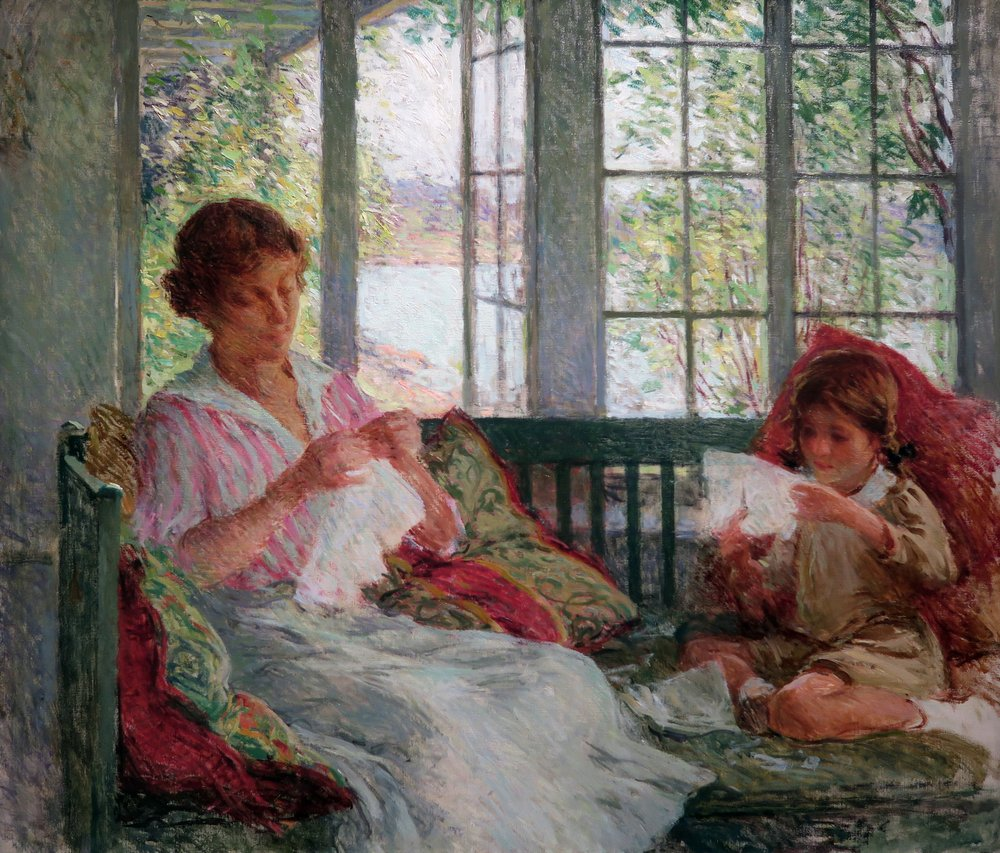
Жена и дочь художника.
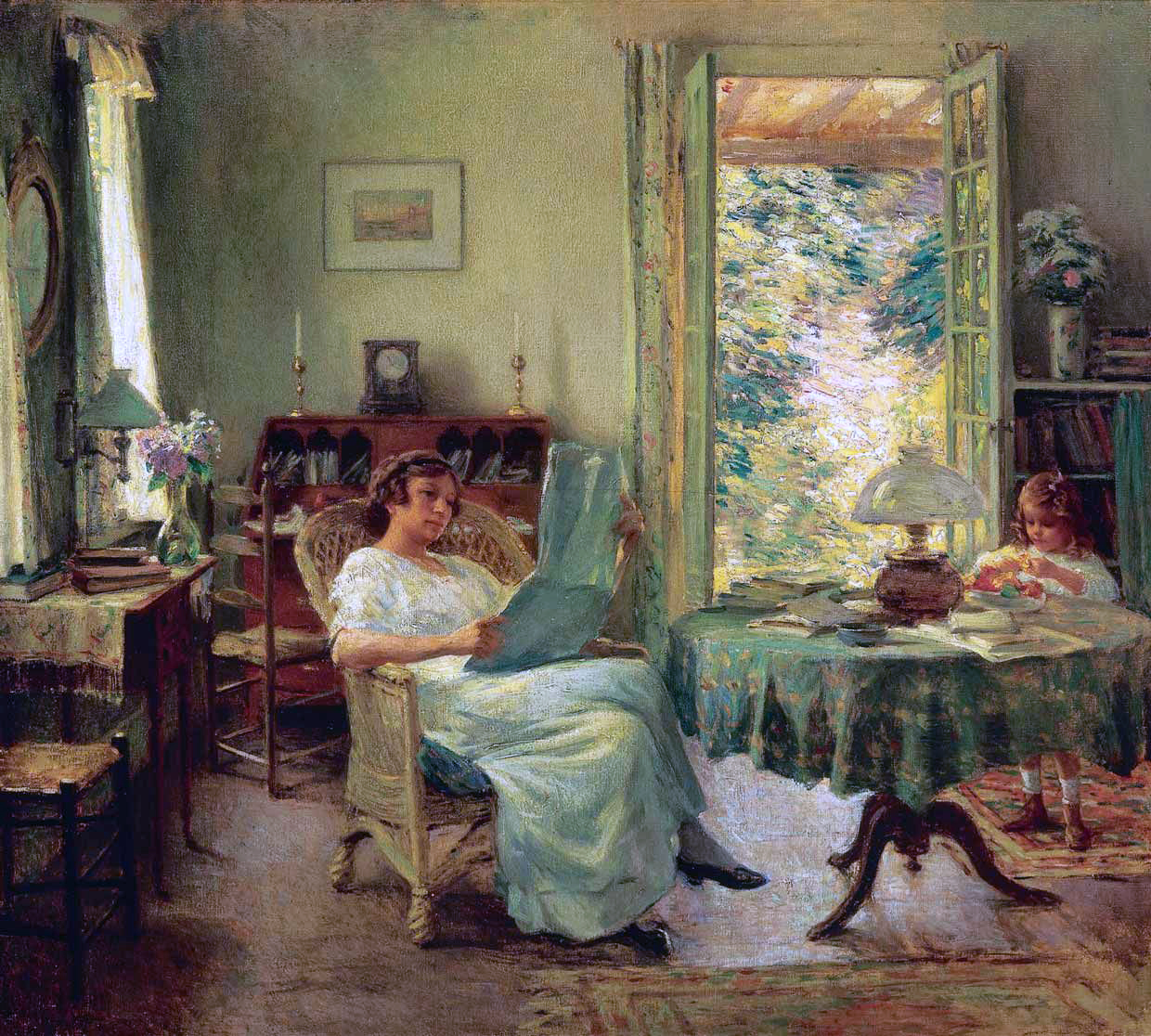
Лето в Хадлайме, невдалеке от Нью-Йорка.
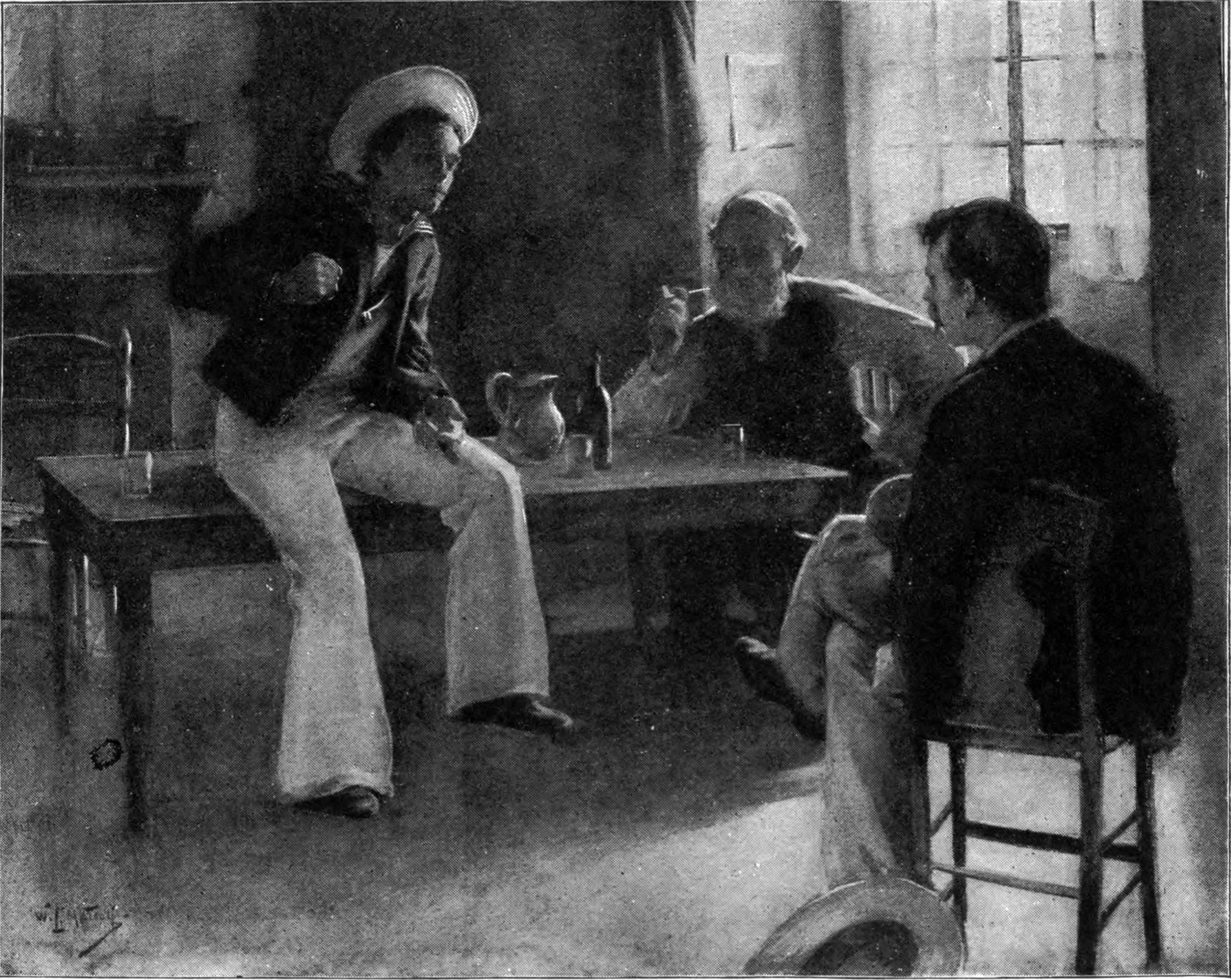
Книжная иллюстрация.
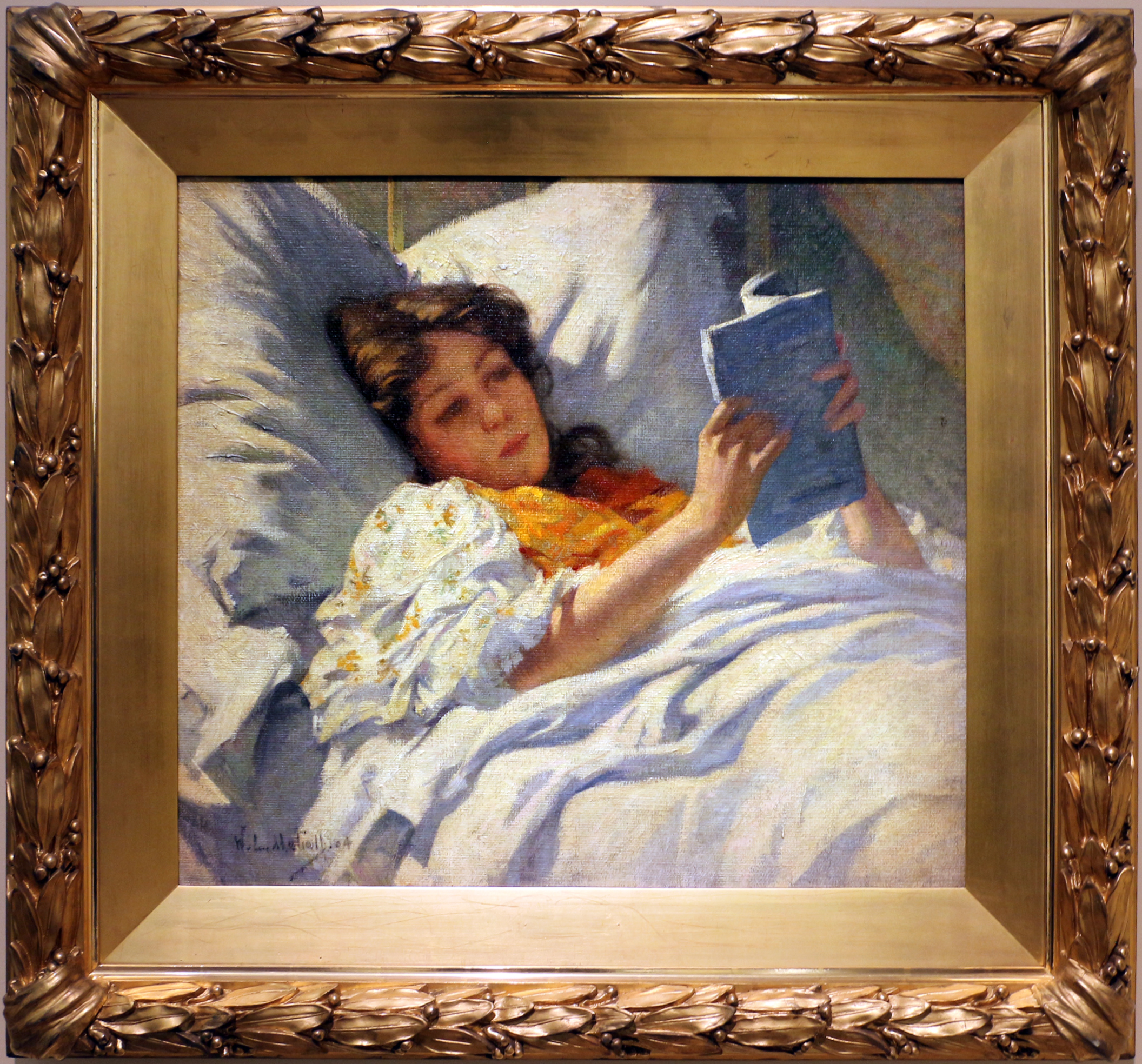
За чтением.